# Tewfik Jallab
Pour les articles homonymes, voir Jallab.
Tewfik Jallab, est un acteur français, né le 9 janvier 1982 à Argenteuil . 

## Biographie
Tewfik Jallab est né d'une mère marocaine et d'un père algéro-tunisien. 

### Carrière
Très jeune (en 1994), pour ses premiers pas au cinéma, il tient le rôle-titre dans le film Killer Kid de Gilles de Maistre, celui d'un enfant soldat.
Élève au cours Florent, puis au CNSAD de Paris, il fait ses débuts sur les planches dans plusieurs pièces de Wajdi Mouawad, notamment Littoral, 1er volet de ce qui deviendra,  (après le 4e volet, Ciels, en 2009), la tétralogie Le Sang des promesses, qu'il joue à travers le monde, du Canada jusqu'au Japon en passant par la cour d'honneur du Palais des papes, où le spectacle se joue durant toute la nuit (soit douze heures de spectacle).
En 2010, il obtient le prix de la meilleure interprétation au festival de la fiction TV de La Rochelle, pour son rôle dans le téléfilm Frères.
En 2011, il est à l'affiche de l'adaptation des Mille et Une Nuits, One Thousand and One Nights, de Tim Supple (ancien directeur de la Royal Shakespeare Company de Londres) et Hanan El-Cheikh. Ce projet est créé au Maroc avec une vingtaine d'acteurs et de musiciens venant du Maghreb et du Moyen-Orient. D'une durée de huit heures, le spectacle obtient l'Angel Award du meilleur show au festival international d'Édimbourg.
En 2013, il partage, avec Jamel Debbouze, l'affiche des films La Marche et Né quelque part.
À partir de 2019 , il incarne le lieutenant Ali Amarani dans les saisons 7 et 8 de la série française Engrenages, récompensée aux Emmy Awards.
Il tourne ensuite avec un grand nombre de réalisateurs français, tels Frédéric Schoendoerffer, Cédric Klapisch, Christophe Barratier, Nadir Moknèche ou Xavier Durringer.
En 2025, il joue dans le film  Partir un jour d'Amélie Bonnin, qui fait l'ouverture du Festival de Cannes 2025.

## Filmographie

### Cinéma

#### Longs métrages
- 1994 : Killer Kid de Gilles de Maistre : Djilali
- 2006 : Qui de nous deux de Charles Belmont : Simo
- 2010 : Coline (Les amis de mes amis) d'Etienne Constantinesco
- 2012 : Un nuage dans un verre d'eau de Srinath Samarasinghe : Khalil
- 2013 : Né quelque part de Mohamed Hamidi : Farid Hadji
- 2013 : La Marche de Nabil Ben Yadir : Mohamed
- 2016 : Le Convoi de Frédéric Schoendoerffer : Imad
- 2016 : L'Outsider de Christophe Barratier : Samir
- 2017 : Ce qui nous lie de Cédric Klapisch : Marouane
- 2017 : Lola Pater de Nadir Moknèche : Zino Chekib
- 2019 : Paradise Beach de Xavier Durringer : Hicham
- 2019 : Sun de Jonathan Desoindre et Ella Kowalska : Sun
- 2019 : Malek de Guy Édoin : Malek
- 2023 : Comme un prince d'Ali Marhyar : Karim
- 2025 : Bastion 36 d'Olivier Marchal : Sami Belkaïm
- 2025 : Partir un jour d'Amélie Bonnin : Sofiane
- 2025 : Sans Pitié de Julien Hosmalin : Rayan

#### Courts métrages
- 2004 : Stéréotypes d'Anthony Decadi
- 2008 : Bientôt j'arrête de Léa Fazer : le copain de Chanel
- 2009 : L'Année de l'Algérie de May Bouhada : Bilal
- 2021 : La Neige incertaine de Marion Boisrond, Marie-Liesse Coumau, Ada Hernaez, Gwendoline Legendre et Romane Tisseau : Marius (voix)

### Télévision

#### Séries télévisées
- 1999 : PJ, saison 3, épisodes 1, 3 et 5 : Kader
- 2007 : Élodie Bradford, saison 1, épisode 5 Une femme à la mer d'Olivier Guignard : Tadjine
- 2007 : Avocats et Associés : Rachid Laouri
- 2008-2009 : Adresse inconnue : Icham Alaoui
- 2009 : Vénus et Apollon, saison 2 : Guillaume
- 2009 : Joséphine, ange gardien, saison 12, épisode 6 Le Frère que je n'ai pas eu de Pascal Heylbroeck : César
- 2016 : Trepalium de Vincent Lannoo (mini-série) : Hans
- 2019-2020 : Engrenages : Ali Amrani
- 2022 : Oussekine d'Antoine Chevrollier (mini-série) : Mohamed Oussekine
- 2023-2025 : Cœurs noirs : Rimbaud
- 2023 : Pax Massilia d'Olivier Marchal : Lyès Benamar
- 2024 : La Chute de Paris (Paris Has Fallen) : Vincent Taleb
- 2026 : Apollo Has Fallen : Vincent Taleb

#### Téléfilms
- 2009 : La Tueuse de Rodolphe Tissot : Maître Saunier
- 2010 : Pas si simple de Rachida Krim : Jalil
- 2011 : Frères de Virginie Sauveur : Mehdi

### Doublage
- 2022 : La Unidad : voix additionnelles[1]
- 2022 : Les Tactiques de l'amour : voix additionnelles

## Théâtre
- 2003 : Britannicus (Racine), mise en scène de Cyril Anrep, Théâtre Pierre Dux
- 2003 : Peines d'amour perdues (Shakespeare), David Clavel, Théâtre Maria Casares
- 2007 : Ombres portées - Jean-Paul Wenzel, Théâtre National de Cergy-Pontoise, 2007
- 2007 : Parle-moi de la guerre pour que je t'aime (Elie Karam), lecture avec Jean-Paul Wenzel, Théâtre du Rond-Point des Champs-Élysées
- 2008 - 2010 : Littoral - Texte et mise en scène de Wajdi Mouawad, Festival d'Avignon, Chaillot, Japon, Canada, Théâtre National de Madrid, Barcelone
- 2009 - 2010 : Le Sang des promesses - Wajdi Mouawad, Cour d’Honneur du Palais des Papes Théâtre National de Chaillot 2008-2010
- 2010 : Masques et nez - Igor Mendjisky, Studio des Champs-Élysées, Ciné 13 Théâtre
- 2011 : One Thousand and One Nights - Tim Supple, Shakespeare Theater / Chicago Toronto Luminato Festival, Festival international d'Édimbourg
- 2011 : Splendid's, Athénée Louis Jouvet, Institut Français de Tanger, Fès, Tétouan, Cinéma Avenida de Larache - Cristèle Alves Meira
- 2012 : Le Livre de Damas et des prophéties (Saadallah Wannous) Théâtre national tunisien et Théâtre de l'Aquarium - Fida Mohissen
- 2012 : Même pour ne pas vaincre (Stéphane Chaumet) - Élodie Chanut, Théâtre de La Forge à Nanterre
- 2013 : La guerre des banlieues n'aura pas lieu (Abd Al Malik) théatre de Vitry
- 2014 : Masques et Nez d'igor Mendjisky au Théâtre des Mathurins

## Distinctions
- Talents Cannes ADAMI 2008 pour Bientôt j'arrête
- Festival de la fiction TV de La Rochelle 2010 : prix de la meilleure interprétation pour Frères[2]
- Prix Lumières 2014 : nomination pour le Prix Lumières du meilleur espoir masculin pour La Marche
- César : pré-sélection pour le César du meilleur espoir masculin pour La Marche